# Timothy Munnings
Timothy Munnings, född den 22 juni 1966, är en före detta friidrottare från Bahamas som tävlade i kortdistanslöpning.
Munnings deltog vid VM 2001 tillsammans med Avard Moncur, Christopher Brown och Troy McIntosh i stafettlaget på 4 x 100 meter som slutade på andra plats efter USA.

## Personliga rekord
- 400 meter - 45,81